# Physeterostemon jardimii
Physeterostemon jardimii är en tvåhjärtbladig växtart som beskrevs av Renato Goldenberg och André M. Amorim. Physeterostemon jardimii ingår i släktet Physeterostemon och familjen Melastomataceae. Inga underarter finns listade i Catalogue of Life.